# Piane Crati
Piane Crati est une commune de la province de Cosenza, dans la région de Calabre, en Italie. 

## Administration
| Période                                  | Période  | Identité          | Étiquette    | Qualité |
| ---------------------------------------- | -------- | ----------------- | ------------ | ------- |
| 27 juin 2004                             | En cours | Ambroggio Michele | Lista Civica |         |
| Les données manquantes sont à compléter. |          |                   |              |         |

### Hameaux
Cannavali, Chiaraione, Chiuse, Giardino, Marinello, Rizzuso, San Marco, Terzasirica, Valli

### Communes limitrophes
Aprigliano, Cosenza, Figline Vegliaturo, Paterno Calabro